# Philip Larsen
Philip Elzer Gade Larsen, född 7 december 1989, är en dansk professionell ishockeyspelare som spelar för Vancouver Canucks i NHL. Han har tidigare representerat Dallas Stars, Edmonton Oilers och Jokerit.
Larsen värvades till svenska Rögle BK:s juniorlag 2005 men spelade flera matcher för A-laget redan sin första säsong. Inför säsongen 2006–07 värvades Larsen av Göteborgsklubben Frölunda HC. I februari 2007 spelade han sina första matcher och under säsongen 2007–08 spelade han i Frölundas A-lag.

## Meriter
- JSM-Guld: J20 2006–07
- JSM-Silver: J18 2006–07

## Klubbar
- Esbjerg IK
- Rögle BK 2005–2006
- Frölunda HC 2006–2008
- Borås HC 2007–08
- Dallas Stars 2009–13
- Texas Stars 2010–12
- Lukko 2012 (lockout)
- Edmonton Oilers 2013–2014
- HK Jugra Chanty-Mansijsk 2014–2015
- Jokerit 2015–